# Josep Maria Soler
Josep María Soler Guerra (Poble Nou de Manresa, 10 november 1975) is een Spaans voetballer. Hij speelt als aanvaller bij CE Manresa.

## Clubvoetbal
Soler speelde voor Pubilla Casas, FC Santboià en CE Manresa.

## Nationaal elftal
Soler behoorde in 2007 tot de Catalaanse selectie voor de kwalificatiewedstrijden voor de UEFA Regions Cup, een tweejaarlijkse competitie voor regionale amateurelftallen. De aanvaller maakte verschillende doelpunten en dit leverde hem een plaats op in de selectie van het Catalaans elftal voor de wedstrijd tegen Baskenland in december 2007. Soler debuteerde in de tweede helft als invaller voor Ferran Corominas.